# 4 Mijl van Groningen

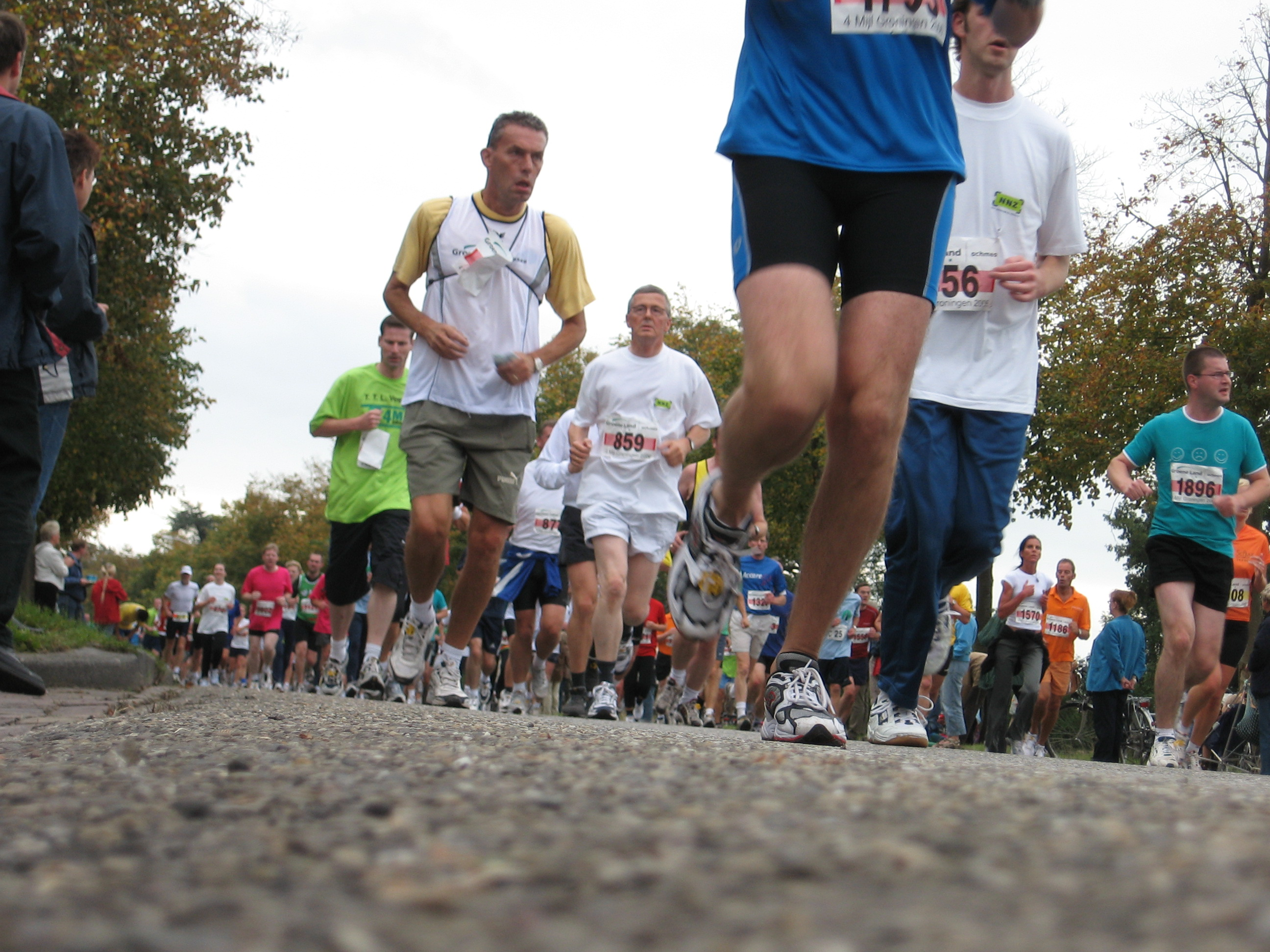
4 Mijl van Groningen 2006

De 4 Mijl van Groningen is een hardloopevenement dat sinds 1987 ieder jaar op de tweede zondag van oktober gehouden wordt. De route voert van de Kromme Elleboog in Haren naar de Vismarkt in het centrum van Groningen. Dit evenement is uitgegroeid tot een van de grootste hardloopevenementen van Nederland, doordat de afstand van vier mijl (6437 meter) geschikt is voor veel hardlopers. Tot en met de editie van 2004 bedroeg de gelopen afstand overigens 6666 meter. Vanaf 1996 werd de 4 Mijl van Groningen georganiseerd door Topsport Noord Nederland. Sinds 2016 is dit Golazo Noord Nederland.
Aan de 4 Mijl doen zo'n 23.000 mensen mee, verdeeld over een recreantenloop, wedstrijdloop, jeugdloop en bedrijvenloop.

## Edities

### 2006
De wedstrijd werd in 2006 gewonnen door Eliud Kipchoge in 17.24,2. Hij slaagde er niet in zijn eigen wereldrecord van 17.09 te verbeteren. Als tweede eindigde Michael Kipyego in 17.31,1. Op de derde plaats eindigde steeplespecialist Brimin Kipruto in 17.48,6.

### 2007
De editie van 2007 werd voor de vierde keer op rij gewonnen door Eliud Kipchoge. De Keniaan, op de wereldkampioenschappen in Osaka winnaar van het zilver op de 5000 m, slaagde er deze keer met 17.07,0 wel in om zijn eigen persoonlijk record te verbeteren; bovendien was hij ruim vier seconden sneller dan zijn snelste tijd tot nu toe in Groningen uit 2005. Kipchoge ging 17.500 deelnemers vooraf, van wie Simon Vroemen met 18.31,2 de snelste Nederlander was.
Bij de vrouwen won de Ethiopische Deribe Alemu in 19.50,8, 14 seconden voor favoriete Rita Jeptoo (Kenia), die aanvankelijk aan de leiding ging, maar viel doordat ze op de hak werd getrapt. Beste Nederlandse was Merel de Knegt, die in 21.21,2 vierde werd.
Dit jaar is de hoofdsponsor veranderd van Groene Land Achmea naar Menzis.

### 2011
Sinds de 25ste editie van de 4 Mijl in 2011 wordt op de zaterdagavond voor de 4 Mijl een alternatieve 4 Mijl gehouden onder de naam 4Mijl4You. Daarin zijn alle vormen van sport, waaronder wandelen, fietsen en skeeleren toegestaan, behalve hardlopen. Het evenement groeit iedere editie weer en trok in 2014 ongeveer achthonderd deelnemers.

### 2012
De inschrijving van de 4 Mijl 2012 startte op woensdag 25 april om 19.00 uur en was binnen negentien minuten uitverkocht. Brimin Kipruto uit Kenia won deze editie van de 4 Mijl. Jesper van der Wielen was de beste Nederlander in 18 minuten en 4 seconden. Viola Kibiwot won bij de vrouwen.

### 2014
In 2014 gingen in totaal 21.000 lopers van start in Haren. Bij de wedstrijdlopers waren terugkerende namen als Vincent Yator, Abrar Osman en bij de vrouwen Viola Kibiwot aanwezig. Kibiwot had daarmee de mogelijkheid om voor het derde jaar op rij de 4 Mijl bij de vrouwen te winnen. Onder de Nederlandse toppers verschenen onder meer Olfert Molenhuis en Susan Kuijken aan de startstreep. Er vormde zich na een snelle start van Osman in de eerste kilometer bij de mannen een kopgroepje met daarin onder meer Yator en Osman, maar ook lopers als Philip Kipyeko, Yigrem Demelash en Yomif Kejelcha. De kopgroep hield stand tot vijfhonderd meter voor de eindstreep waar Osman, in de omhoog lopende Herestraat, in een sprint demarreerde. Hij finishte met een voorsprong van ongeveer honderd meter op de Vismarkt in een tijd van 17 minuten en 30 seconden. Bij de vrouwen slaagde Viola Kibiwot er voor de derde keer op rij in te winnen in een tijd van 19 minuten en 19 seconden.

### 2015
In 2015 gingen in totaal 23.000 lopers van start in Haren. Yomif Kejelcha won de wedstrijdloop met 17.21 onder de mannen. Viola Kibiwot won de wedstrijdloop 19.32 onder de vrouwen. Tom Wiggers was de beste Nederlander in 18.21.

### 2016
In 2015 gingen in totaal 23.000 lopers van start in Haren. Tamirat Tola won de wedstrijdloop met 17.38. Roy Hoornweg was de beste Nederlander in 18.17.

### 2017
Zo'n 23.000 deelnemers liepen op 8 oktober 2017 de 6437 meter van Haren naar Groningen. Victor Chumo won de wedstrijdloop met 17.31. Richard Douma was de beste Nederlander in 19.00.

### 2018
Op 14 oktober 2018 kwamen ruim 22.000 lopers onder zomerse weersomstandigheden over de finish. Davis Kiplangat won de 4 mijl in 17.11. Snelste Nederlander was Mohamed Ali met 18.12.

## Parcoursrecords
- Mannen: 17.06 - Vincent Yator  Kenia (2011)
- Vrouwen: 19.14 - Viola Kibiwot  Kenia (2013)

Nederlandse records
- Mannen: 17.50 - Tom Wiggers (2013)
- Vrouwen: 19.59 - Maureen Koster (2015)

## Uitslagen
| Jaar | Snelste man        | Land      | Tijd    |                   | Snelste vrouw | Land     | Tijd |
| 2023 | Filmon Tesfu       | Eritrea   | 18:15   |                   |               |          |      |
| 2022 | Efrem Gidey        | Ierland   | 17.48   | Silke Jonkman     | Nederland     | 20.07    |      |
| 2021 | Rogers Kibet       | Oeganda   | 17.27   | Eva Cherono       | Kenia         | 19.17    |      |
| 2019 | Davis Kiplangat    | Kenia     | 17.27   | Eva Cherono       | Kenia         | 19.30    |      |
| 2018 | Davis Kiplangat    | Kenia     | 17.11   | Eva Cherono       | Kenia         | 19.49    |      |
| 2017 | Victor Chumo       | Ethiopië  | 17.31   | Ruth Jebet        | Bahrein       | 19.16    |      |
| 2016 | Tamirat Tola       | Ethiopië  | 17.38   | Viola Kibiwot     | Kenia         | 20.02    |      |
| 2015 | Yomif Kejelcha     | Ethiopië  | 17.21   | Viola Kibiwot     | Kenia         | 19.32    |      |
| 2014 | Abrar Osman        | Eritrea   | 17.33   | Viola Kibiwot     | Kenia         | 19.23    |      |
| 2013 | Yenew Alamirew     | Ethiopië  | 17.30   | Viola Kibiwot     | Kenia         | 19.14    |      |
| 2012 | Brimin Kipruto     | Kenia     | 17.13   | Viola Kibiwot     | Kenia         | 19.31    |      |
| 2011 | Vincent Yator      | Kenia     | 17.06   | Sylvia Kibet      | Kenia         | 19.40    |      |
| 2010 | Yenew Alamirew     | Ethiopië  | 17.06,6 | Emily Chebet      | Kenia         | 19.20,0  |      |
| 2009 | Moses Masai        | Kenia     | 17.28,3 | Sylvia Kibet      | Kenia         | 19.48,5  |      |
| 2008 | Eliud Kipchoge     | Kenia     | 17.30,9 | Meselech Melkamu  | Ethiopië      | 20.04,6  |      |
| 2007 | Eliud Kipchoge     | Kenia     | 17.07,0 | Deribe Alemu      | Ethiopië      | 19.50,8  |      |
| 2006 | Eliud Kipchoge     | Kenia     | 17.24,2 | Hilda Kibet       | Kenia         | 20.17,5  |      |
| 2005 | Eliud Kipchoge     | Kenia     | 17.11,3 | Gelete Burka      | Ethiopië      | 19.49,6  |      |
| 2004 | Eliud Kipchoge     | Kenia     | 17.45,8 | Hilda Kibet       | Kenia         | 20.38,5  |      |
| 2003 | Assefa Mezgebu     | Ethiopië  | 18.25,7 | Beáta Rakonczai   | Hongarije     | 20.56,0  |      |
| 2002 | Sileshi Sihine     | Ethiopië  | 18.08,2 | Beáta Rakonczai   | Hongarije     | 21.32, 0 |      |
| 2001 | Assefa Mezgebu     | Ethiopië  | 18.14,4 | Magdaline Chemjor | Kenia         | 21.05,8  |      |
| 2000 | Bernard Barmasai   | Kenia     | 18.25,5 | Lydia Cheromei    | Kenia         | 20.06,8  |      |
| 1999 | Fita Bayissa       | Ethiopië  | 18.16,5 | Lydia Cheromei    | Kenia         | 20.18,7  |      |
| 1998 | Assefa Mezgebu     | Ethiopië  | 18.07,4 | Kutre Dulecha     | Ethiopië      | 20.34,0  |      |
| 1997 | David Chelule      | Kenia     | 18.37,0 | Simona Staicu     | Roemenië      | 21.50,0  |      |
| 1996 | Assefa Mezgebu     | Ethiopië  | 18.02,0 | Joyce Chepchumba  | Kenia         | 21.03,0  |      |
| 1995 | Greg van Hest      | Nederland | 18.30,0 | Hellen Kimaiyo    | Kenia         | 20.56,0  |      |
| 1994 | Vincent Rousseau   | België    | 18.26,0 | Hellen Kimaiyo    | Kenia         | 20.55,0  |      |
| 1993 | Haile Gebrselassie | Ethiopië  | 17.53,0 | Hellen Kimaiyo    | Kenia         | 21.17,3  |      |
| 1992 | Philip Barkutwo    | Kenia     | 18.28,5 | Carla Beurskens   | Nederland     | 21.29,6  |      |
| 1991 | John Ngugi         | Kenia     | 18.09,9 | Elly van Hulst    | Nederland     | 22.17,0  |      |
| 1990 | Khalid Skah        | Marokko   | 18.22,5 |                   |               |          |      |
| 1989 | Vincent Rousseau   | België    | 18.58,1 |                   |               |          |      |
| 1988 | Domingos Castro    | Portugal  | 18.18,9 |                   |               |          |      |
| 1987 | Vincent Rousseau   | België    | 18.26,3 |                   |               |          |      |